# David Salazar Bustamante
David Andrés Salazar Bustamante (Las Cabras, 19 de abril de 1999) es un futbolista chileno que juega de Delantero y actualmente milita en Deportes Recoleta de la Primera B de Chile.

## Trayectoria
Se inició en las divisiones inferiores de O'Higgins sin embargo no ha tenido la opción de debutar en Primera División si ha sido banca en algunos partidos bajo las órdenes del argentino Facundo Sava es un jugador de gran proyección destacándose por su dinámica en las labores de ataque, velocidad y entrega del balón. Debutó en el fútbol profesional con Cristián Arán en un partido por la séptima fecha del Torneo Apertura 2016 contra el Audax Italiano en el Estadio El Teniente ingresando en el minuto 74 por Alejandro Márquez. Ha sido campeón con la Sub-17 de O'Higgins y unas de las figuras de su serie, además obtuvo la SuperCupNI jugada en Irlanda del Norte en el cual fue el goleador del certamen. El 5 de octubre  fue destacado por el prestigioso diario británico The Guardian como uno de los 60 mejores jugadores jóvenes del mundo que hayan nacido en 1999, destacando además varias similitudes con su compatriota y jugador del Arsenal Alexis Sánchez, es el primer futbolista chileno que es destacado por este medio.

## Selección nacional
Forma parte de la selección de fútbol sub-17 de Chile, que juega el Sudamericano Sub-17 2015 de Paraguay siendo titular en el equipo y con grandes posibilidades de jugar la Copa Mundial de Fútbol Sub-17 de 2015 en Chile. Debutó en el torneo el 8 de marzo de 2015 enfrentando a la selección de Bolivia en el Estadio Feliciano Cáceres donde finalmente pierden el partido por 3-2. En la segunda jornada juegan contra Ecuador finalmente vuelven a perder por 4-1 el descuento lo marcó él al minuto 33. Fue seleccionado chileno Sub-20 en el Campeonato Sudamericano de Fútbol Sub-20 de 2019 disputado en Chile, con el técnico Héctor Robles, en el torneo jugó 3 partidos, ingresando en un partido como titular. Su selección fue eliminada en la primera fase del campeonato en la derrota con la selección de fútbol de Colombia en el Estadio El Teniente de Rancagua.
| Competencia              | Sede     | Resultado    | PJ | Goles |
| ------------------------ | -------- | ------------ | -- | ----- |
| Sudamericano Sub-17 2015 | Paraguay | Primera fase | 4  | 1     |
| Sudamericano Sub-20 2019 | Chile    | Primera fase | 3  | 0     |

## Estadísticas
| Club                        | Div.             | Temporada        | Liga  | Liga  | Copas nacionales | Copas nacionales | Torneos internacionales | Torneos internacionales | Total | Total |
| Club                        | Div.             | Temporada        | Part. | Goles | Part.            | Goles            | Part.                   | Goles                   | Part. | Goles |
| --------------------------- | ---------------- | ---------------- | ----- | ----- | ---------------- | ---------------- | ----------------------- | ----------------------- | ----- | ----- |
| O'Higgins · Chile           | 1.ª              | 2016-17          | 5     | 0     | 0                | 0                | 0                       | 0                       | 5     | 0     |
| O'Higgins · Chile           | 1.ª              | 2017             | 2     | 0     | 0                | 0                | 0                       | 0                       | 2     | 0     |
| O'Higgins · Chile           | 1.ª              | 2018             | 3     | 0     | 1                | 0                | 0                       | 0                       | 4     | 0     |
| O'Higgins · Chile           | 1.ª              | 2019             | 7     | 1     | 1                | 0                | 0                       | 0                       | 8     | 1     |
| O'Higgins · Chile           | 1.ª              | 2021             | 1     | 0     | 0                | 0                | 0                       | 0                       | 1     | 0     |
| O'Higgins · Chile           | Total club       | Total club       | 18    | 1     | 2                | 0                | 0                       | 0                       | 20    | 1     |
| Deportes Santa Cruz · Chile | 2.ª              | 2020             | 24    | 7     | 0                | 0                | 0                       | 0                       | 24    | 7     |
| Deportes Santa Cruz · Chile | Total club       | Total club       | 24    | 7     | 0                | 0                | 0                       | 0                       | 24    | 7     |
| Total en carrera            | Total en carrera | Total en carrera | 42    | 8     | 2                | 0                | 0                       | ç                       | 44    | 8     |
| 1. 2.                       |                  |                  |       |       |                  |                  |                         |                         |       |       |

## Palmarés

### Campeonatos nacionales
| Título     | Club       | País  | Año  |
| ---------- | ---------- | ----- | ---- |
| Primera B  | Magallanes | Chile | 2022 |
| Copa Chile | Magallanes | Chile | 2022 |

### Distinciones individuales
| Distinción                                                                     | Año  |
| ------------------------------------------------------------------------------ | ---- |
| Parte de los 60 mejores jugadores del mundo para The Guardian (categoría 1999) | 2016 |